# 2. Division (Reichswehr)

Flagge/Stander des Kommandeurs der 2. Division

Die 2. Division war ein Großverband der Reichswehr, dessen Stab in Stettin stationiert war.

## Geschichte

### Aufstellung
Die Division wurde zum 1. Oktober 1920 aus den Reichswehr-Brigaden 2 und 9 des Übergangsheeres gebildet.

### Auflösung
Die 2. Division wurde 1934 durch Umbildung aufgelöst. Aus ihr gingen die  2., die  12. und die  20. Infanterie-Division sowie das   Generalkommando II. Armeekorps hervor. Der Divisionsstab erhielt dabei am 1. Oktober 1934 die Tarnbezeichnung Artillerieführer II.

### Garnisonen
Der Divisionsstab war in Stettin stationiert.

### Kommandeure
Der jeweilige Kommandeur war zugleich Befehlshaber im Wehrkreis II. Als Wehrkreisbefehlshaber waren die Divisionskommandeure Rechtsnachfolger der früheren Kommandierenden Generale. Für die Führung der Verbände waren ihnen je ein Infanterie- und ein Artillerieführer, beide mit Stäben, unterstellt.
| Dienstgrad                   | Name                         | Datum                                   |
| ---------------------------- | ---------------------------- | --------------------------------------- |
| Generalleutnant              | Erich Weber                  | 01. Oktober 1920 bis 15. September 1921 |
| Generalmajor/Generalleutnant | Hans von Hammerstein-Gesmold | 16. September 1921 bis 31. Januar 1923  |
| Generalmajor/Generalleutnant | Erich von Tschischwitz       | 01. Februar 1923 bis 31. Januar 1927    |
| Generalmajor/Generalleutnant | Joachim von Amsberg          | 01. Februar 1927 bis 30. September 1929 |
| Generalleutnant              | Rudolf Schniewindt           | 01. Oktober 1929 bis 30. September 1931 |
| Generalleutnant              | Fedor von Bock               | 01. Oktober 1931 bis 28. Februar 1935   |
| Infanterieführer II          |                              |                                         |
| Generalmajor                 | Hans von Hammerstein-Gesmold | 01. Oktober 1920 bis 15. September 1921 |
| Generalmajor                 | Otto von Blomberg            | 16. September 1921 bis 31. Januar 1923  |
| Generalmajor                 | Walther von Jagow            | 01. Februar 1923 bis 30. April 1923     |
| Generalmajor                 | Leopold von Ledebur          | 01. Mai 1923 bis 31. Dezember 1924      |
| Oberst/Generalmajor          | Heinrich von dem Hagen       | 01. Mai 1926 bis 30. April 1926         |
| Generalmajor                 | Hans von Oidtmann            | 01. Mai 1926 bis 31. März 1928          |
| Generalmajor                 | Hugo von Pflügel             | 01. April 1928 bis 30. September 1929   |
| Generalmajor                 | Waldemar Erfurth             | 01. Oktober 1929 bis 30. September 1931 |
| Oberst/Generalmajor          | Karl-Ulrich Neumann-Neurode  | 01. Oktober 1931 bis 31. Januar 1933    |
| Generalmajor                 | Maximilian Schwandner        | 01. Februar 1933 bis 1. Oktober 1934    |
| Artillerieführer II          |                              |                                         |
| Oberst/Generalmajor          | Paul Habicht                 | 01. Oktober 1920 bis 31. Januar 1923    |
| Oberst/Generalmajor          | Konrad Guhl                  | 01. Februar 1923 bis 31. Januar 1927    |
| Oberst/Generalmajor          | Georg Hartig                 | 01. Februar 1927 bis 31. Januar 1929    |
| Oberst/Generalmajor          | Hans Lange                   | 01. Februar 1929 bis 28. Februar 1930   |
| Oberst/Generalmajor          | Werner von Fritsch           | 01. März 1930 bis 30. September 1931    |
| Oberst/Generalmajor          | Wilhelm Vollmar              | 01. Oktober 1931 bis 31. März 1934      |
| Generalmajor                 | Robert Praetorius            | 01. April 1934 bis 1. Oktober 1934      |

## Organisation

### Verbandszugehörigkeit
Die Division unterstand dem Gruppenkommando 1 in Berlin.

### Gliederung
Der Großverband gliederte sich wie folgt:
- Infanterieführer II in Schwerin mit

4. (Preußisches) Infanterie-Regiment
5. (Preußisches) Infanterie-Regiment
6. Infanterie-Regiment
2. (Preußisches) Pionier-Bataillon (ab 1930 der Division direkt unterstellt)
- Artillerieführer II in Stettin mit

2. (Preußisches) Artillerie-Regiment
2. (Preußische) Fahr-Abteilung in Altdamm und Rendsburg
Ferner unterstanden der Division:
- 2. (Preußische) Nachrichten-Abteilung
- 2. (Preußische) Kraftfahr-Abteilung
- 2. (Preußische) Sanitäts-Abteilung

Darüber hinaus waren dem Wehrkreisbefehlshaber unterstellt:
- die Kommandanturen Stettin und Swinemünde sowie seit 1928 Kiel
- der Truppenübungsplatz Hammerstein